# Граф Элсмир

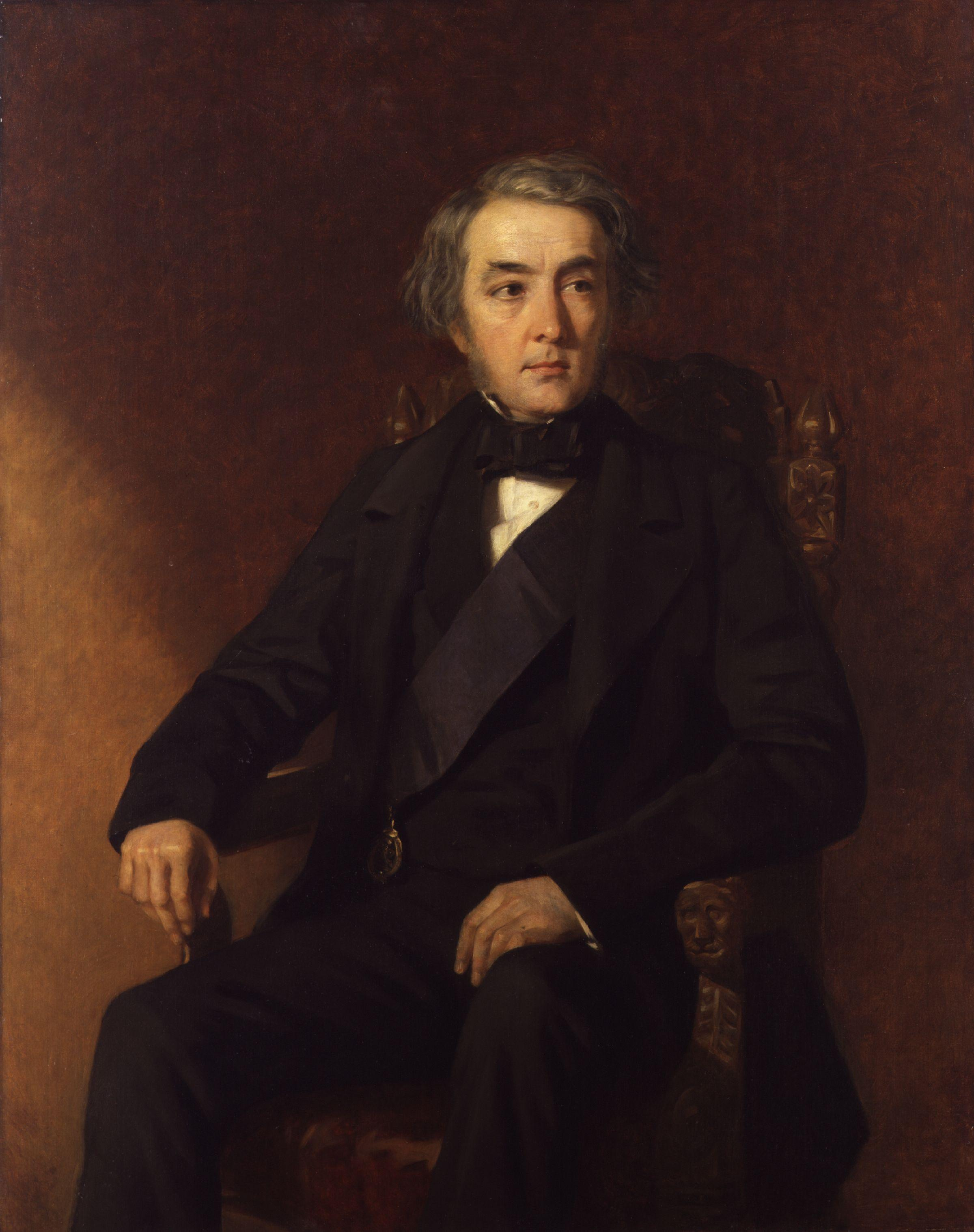
Фрэнсис Эджертон, 1-й граф Элсмир (1800—1857)

Граф Элсмир из Элсмира в графстве Шропшир — наследственный титул в системе пэрства Соединенного Королевства. Он был создан в 1846 году для политика-консерватора лорда Фрэнсиса Эджертона (1800—1857). Также он получил вспомогательный титул виконта Брэкли из Брэкли в графстве Нортгемптон. Фрэнсис Левесон-Гоуэр был младшим сыном Джорджа Левесона-Гоуэра, 1-го герцога Сазерленда, и Элизабет Гордон. В 1803 году его отец унаследовал имения своего дяди по материнской линии, Фрэнсиса Эджертона, 3-го герцога Бриджуотера . В 1833 году после смерти своего отца Фрэнсис Эджертон по решению покойного герцога Бриджуотера унаследовал имения Эджертонов и, получив королевское разрешение, сменил фамилию «Левесон-Гоуэр» на «Эджертон». В 1846 году Фрэнсис Эджертон получил титулы графа Элсмира и виконта Брэкли, которые ранее принадлежали герцогам Бриджуотер.
В 1963 году Джон Сазерленд-Эджертон, 5-й граф Элсмир (1915—2000), праправнук 1-го графа Элсмира, унаследовал титул 6-го герцога Сазерленда, после чего титулы графа Элсмира и виконта Брэкли стали вспомогательными титулами герцогов Сазерленд.

## Графы Элсмир (1846)
- 1846—1857: Фрэнсис Эджертон, 1-й граф Элсмир (1 января 1800 — 18 февраля 1857), второй сын Джорджа Левесона-Гоуэра, 1-го герцога Сазерленда (1758—1833), и Элизабет Гордон, 19-й графини Сазерленд (1765—1839)
- 1857—1862: Джордж Гренвиль Фрэнсис Эджертон, 2-й граф Элсмир (15 июня 1823 — 19 сентября 1862), старший сын Фрэнсиса Эджертона, 1-го графа Элсмира, и Гарриет Кэтрин Гревилл (1800—1866).
- 1862—1914: Фрэнсис Чарльз Гренвиль Эджертон, 3-й граф Элсмир (5 апреля 1847 — 13 июля 1914), старший сын Джорджа Гренвиля Фрэнсиса Эджертона, 2-го графа Элсмира и леди Марии Луизы Кэмпбелл (1825—1916)
- 1914—1944: Джон Фрэнсис Гренвиль Скруп Эджертон, 4-й граф Элсмир (1872—1944), старишй сын Фрэнсиса Эджертона, 4-го графа Элсмира, и леди Кэтрин Луизе Фиппс (1850—1926)
- 1944—2000: Джон Сазерленд Эджертон, 5-й граф Элсмир (1915—2000), единственный сын Джона Фрэнсиса Эджертона, 4-го графа Элсмира, и леди Вайолет Ламбтон (1880—1976), с 1963 года — герцог Сазерленд.